# Ecuación diferencial ordinaria de primer orden
Una ecuación diferencial ordinaria de primer orden es una ecuación diferencial ordinaria donde intervienen derivadas de primer orden respecto a una variable independiente. Es una relación en la que intervienen la variable dependiente, la función incógnita y su derivada de primer orden.
Estas ecuaciones, junto con su condición inicial, se pueden encontrar expresadas en forma explícita, llamada también "ecuación resuelta respecto a su primera derivada"  en esta forma:

(1a){\displaystyle {\begin{cases}{\cfrac {dy}{dx}}=f(x,y)\\y(x_{0})=y_{0}\end{cases}}}

O en su forma implícita:

(1b){\displaystyle f\left(x,y,{\frac {dy}{dx}}\right)=0\ {\mbox{con}}\ y(x_{0})=y_{0}}

## Ejemplos de ecuaciones diferenciales
Si mediante operaciones algebraicas es posible expresar la ecuación diferencial en la siguiente forma:

(2a){\displaystyle M(x)dx=N(y)dy\;}

Se dirá que es una ecuación diferencial de variables separables. De este modo, en cada miembro de la ecuación se tendrá una única variable. Para resolver este tipo de ecuaciones basta con integrar en cada miembro:

(2b){\displaystyle {\int _{x_{0}}^{x}M(t)dt}={\int _{y_{0}}^{y}N(t)dt}}

### Ecuaciones homogéneas
Una ecuación de la forma:

(left){\displaystyle {\frac {dy}{dx}}=f\left({x,y}\right)}

Es homogénea siempre que la función f no dependa de x e y aisladamente, sino únicamente de sus razones y/x o bien x/y. Así pues las ecuaciones homogéneas adoptan la forma:

(3a){\displaystyle {\frac {dy}{dx}}=F\left({\frac {y}{x}}\right)}

Se dice que una ecuación es homogénea si la función f(x, y) es fraccionaria y además el grado de los polinomios de numerador y denominador son los mismos. Por ejemplo:

{\displaystyle {\frac {dy}{dx}}={\frac {x^{2}y+y^{3}-xy^{2}}{x^{3}-7xy^{2}}}}

sería homogénea ya que todos los términos de ambos polinomios son de grado 3. Así se procede dividiendo tanto numerador como denominador por {\displaystyle x^{3}} o {\displaystyle y^{3}} en función de qué cambio haga más simple su resolución.
Llegados a este caso según la elección se puede optar por uno de los dos cambios análogos, que son:

{\displaystyle u(x,y)={\frac {x}{y}}} o bien {\displaystyle u(y,x)={\frac {y}{x}}}

Así se simplifica enormemente y suele quedar separable. Para finalizar solo resta deshacer el cambio, sustituyendo las u(x,y) por su valor como función que se ha establecido.
El caso anterior puede generalizarse a una ecuación diferencial de primer orden de la forma:

(3a){\displaystyle {\frac {dy}{dx}}=F\left({\frac {y}{x}}\right)}

introduciendo la variable u = y/x; la solución de la anterior ecuación viene dada por:

(3b){\displaystyle \ln x=\int {\frac {du}{F(u)-u}}+C}

### Ecuaciones lineales de primer orden
La ecuación diferencial lineal de primer orden tiene la forma:

(4a){\displaystyle {\frac {dy}{dx}}+\alpha y(x)=f(x)}

Y la solución de la misma viene dada por:

(4b){\displaystyle y(x)=e^{-\alpha (x-x_{0})}\left(y_{0}+\int _{x_{0}}^{x}f(\xi )e^{\alpha (\xi -x_{0})}d\xi \right)}

En el caso particular {\displaystyle \scriptstyle f(x)=b={\text{cte.}}} y {\displaystyle \scriptstyle x_{0}=0}, la solución es:

(4c){\displaystyle y(x)=y_{0}e^{-\alpha x}+{\frac {b}{\alpha }}(1-e^{-\alpha x})}

### Ecuación diferencial de Bernoulli
Una ecuación de Bernoulli es aquella que tiene la forma:

(5a){\displaystyle {\frac {dy}{dx}}+P(x)y=Q(x)y^{\alpha },\quad \alpha \neq 1}

Donde P(x) y Q(x) son funciones continuas cualesquiera. Su solución para α > 1 viene dada por:

(5b){\displaystyle y(x)={\frac {e^{-\int \!P\left(x\right){dx}}}{\sqrt[{\alpha -1}]{\left(1-\alpha \right)\int \!Q\left(x\right){e^{\left(1-\alpha \right)\int \!P\left(x\right){dx}}}{dx}+C}}}}

Dicha solución directa puede obtenerse aplicando paso a paso el siguiente método:
1) Cambiar la variable dependiente y por una nueva variable v de la siguiente manera:

{\displaystyle v(x)=[y(x)]^{(1-\alpha )}}

2) Se diferencia v en función de x.
3) Se despeja el diferencial dy del paso anterior y se substituye en la ecuación diferencial original (resultando una ecuación lineal).
4) Se encuentra por integración directa la función v en la ecuación:

{\displaystyle v(x)=e^{-h(x)}{\int e^{h(x)}r(x){dx}+c}}

donde nuestra hachecita es: {\displaystyle h(x)=\int f(x){dx}}

5) Se revierte el cambio de variable desde v a y y se encuentra la solución general, en función de su variable original x.

## Ejemplo de ecuaciones homogéneas
Sea la ecuación diferencial {\displaystyle {\frac {dy}{dx}}={\frac {x^{3}+y^{3}}{xy^{2}}}}, se resuelve mediante una sustitución:
Primero, reescribiendo la ecuación pasando cada denominador a multiplicar al otro lado de la igualdad:
{\displaystyle xy^{2}dy=(x^{3}+y^{3})dx}
Entonces, pasando restando a {\displaystyle xy^{2}dy} al otro lado de la igualdad, queda:
{\displaystyle (x^{3}+y^{3})dx-xy^{2}dy=0}
Verifique que ambas ecuaciones sean homogéneas, es decir, que todos los términos sean del mismo grado, entonces nótese que el grado de {\displaystyle x^{3}} es tres, el grado de {\displaystyle y^{3}} es tres y el grado de {\displaystyle xy^{2}} es tres. Por tanto, es posible realizar una sustitución de tipo racional. Aplicándola al término {\displaystyle xy^{2}} por conveniencia, entonces escribiendo la sustitución queda:
{\displaystyle y=xv}
{\displaystyle \Rightarrow } {\displaystyle dy=xdv+vdx}   (Aplicando diferenciación a ambos lados de la igualdad)
Ahora, sustituyendo a {\displaystyle y} y {\displaystyle dy} en la ecuación {\displaystyle (x^{3}+y^{3})dx-xy^{2}dy=0}, queda como:
{\displaystyle {\begin{alignedat}{2}(x^{3}+(xv)^{3})dx-x(xv)^{2}(xdv+vdx)=0\\(x^{3}+x^{3}v^{3})dx-(x^{3}v^{2})(xdv+vdx)=0\\\end{alignedat}}}
Resolviendo las multiplicaciones, queda:
{\displaystyle {\begin{alignedat}{2}x^{3}dx+{\bcancel {x^{3}v^{3}dx}}-x^{4}v^{2}dv-{\bcancel {x^{3}v^{3}dx}}=0\\x^{3}dx-x^{4}v^{2}dv=0\\\end{alignedat}}}
Separando la ecuación:
{\displaystyle x^{3}dx=x^{4}v^{2}dv}
Pasando dividendo a {\displaystyle x^{4}} al otro lado de la igualdad, queda:
{\displaystyle {\frac {x^{3}dx}{x^{4}}}=v^{2}dv}
Ahora, integrando de ambos lado, queda:
{\displaystyle {\begin{alignedat}{2}\int {\frac {x^{\bcancel {3}}dx}{x^{\bcancel {4}}}}=\int v^{2}dv\\\int {\frac {dx}{x}}=\int v^{2}dv\\\end{alignedat}}}
Recordando que {\displaystyle \int {\frac {dx}{x}}=\ln x}, queda como:
{\displaystyle \ln x={\frac {v^{3}}{3}}+C}
Nótese que esta solución esta en términos de {\displaystyle x} y de {\displaystyle v}. Por tanto, hace falta representar esta solución en términos de las variables originales ({\displaystyle x} y {\displaystyle y}).
Recordando que {\displaystyle y=xv}, y se despejando a {\displaystyle v}, se tiene que {\displaystyle v={\frac {y}{x}}}. Entonces, expresando la solución en términos de la variables originales, queda como:
{\displaystyle \ln x={\frac {({\frac {y}{x}})^{3}}{3}}+C}
Desarrollando la solución, se obtiene:
{\displaystyle {\begin{alignedat}{2}\ln x={\frac {\frac {y^{3}}{x^{3}}}{3}}+C\\\ln x={\frac {y^{3}}{3x^{3}}}+C\\\ln x-C={\frac {y^{3}}{3x^{3}}}\\3x^{3}(\ln x-C)=y^{3}\\3x^{3}\ln x+Cx^{3}=y^{3}\\3x^{3}\ln x+Cx^{3}-y^{3}=0\\\end{alignedat}}}
Recordando que cualquier forma de representar la solución es correcta. Sin embargo, si es posible no representarla en fracciones, se recomienda desarrollar hasta eliminarlas.

## Ejemplo de ecuación diferencial lineal de primer orden
Sea la ecuación {\displaystyle x^{2}y'+2xy=3x^{2}}. Primero verifique que la ecuación es de la forma {\displaystyle {\frac {dy}{dx}}+\alpha (x)y=f(x)}, entonces, nótese que en la ecuación el término {\displaystyle y'} no aparece solo. Por tanto, es necesario dividir todos los términos de la ecuación entre {\displaystyle x^{2}}, para así llevar la ecuación original a la forma deseada, entonces la ecuación queda como:
{\displaystyle {\frac {x^{2}y'}{x^{2}}}{\frac {2xy}{x^{2}}}={\frac {3x^{2}}{x^{2}}}}
Simplificando la expresión queda:
{\displaystyle {\begin{alignedat}{2}{\frac {{\bcancel {x^{2}}}y'}{\bcancel {x^{2}}}}{\frac {2{\bcancel {x}}y}{x^{\bcancel {2}}}}={\frac {3{\bcancel {x^{2}}}}{\bcancel {x^{2}}}}\\y'+{\frac {2}{x}}y=3\end{alignedat}}}
Ahora, véase que la ecuación es de la forma {\displaystyle {\frac {dy}{dx}}+\alpha (x)y=f(x)}. Entonces, identifique los términos:
{\displaystyle {\begin{alignedat}{2}\alpha (x)={\frac {2}{x}}\\f(x)=3\end{alignedat}}}
Entonces, utilizando la formula {\displaystyle y\mu =\int f\mu dx} para resolver ecuaciones de este tipo. Primero calcule el valor de μ, recordando que {\displaystyle \mu =e^{\int \alpha dx}}, entonces para calcular μ, se tiene:
{\displaystyle {\begin{alignedat}{2}\mu =e^{\int {\frac {2}{x}}dx}\\e^{2\int {\frac {dx}{x}}}\\e^{2\ln x}\\e^{\ln x^{2}}\\x^{2}\end{alignedat}}}
Por tanto, sustituyendo μ y a f en la formula para obtener la solución de la ecuación:
{\displaystyle {\begin{alignedat}{2}yx^{2}=\int 3x^{2}dx\\yx^{2}=x^{3}+C\\y={\frac {x^{\bcancel {3}}}{x^{\bcancel {2}}}}+{\frac {C}{x^{2}}}\\y=x+{\frac {C}{x^{2}}}\\\end{alignedat}}}
Y esta es la solución general de la ecuación diferencial.
- Datos: Q5817450